# 基本口粮
基本口粮（基本粮）指人类个体维持生存的基本粮食需求量。其消耗量与人体需求的热量成正比，不仅与生活水平、饮食结构、劳动强度有很大关系，同时也与生命的各个阶段、性别差异和体格差异有极大关系，属于营养学的概念。

## 背景
在物质匮乏时期，或由于战争、灾荒等导致的生活物质供给困难等因素，政府当局为了保证必要的供给，首要任务之一就是保证居民的“基本口粮”供应。社会主义国家在相当长的时间内均推行计划经济体制，在此制度之下，多实行生活资料的配给制度，粮食计划体制（粮食计划供给体制）为其主要内容之一。

## 计划经济
中华人民共和国政府自1949年开始，直至改革开放的1978年，实行计划经济制度。其时由于经济政治的体制弊端导致生产效率低下，生产和生活资料不能保证足够的供应，推行“粮食计划体制”为其重要内容之一。在计划经济体制下，“基本口粮”在以粮食生产为主农村农业生产单位生产队和生产大队为使用频繁的术语（参见农村基本口粮）。供应城市、集镇的基本口粮则以“国家粮”和“统筹粮”作为粮食计划供给的特定概念。

## 相关术语
- 粮食流通体制
- 中华人民共和国居民计划供给体制
- 三超粮
- 返销粮
- 粮食购销店、国有粮店
- 粮食仓库、国有粮食仓库
- 票证、粮票，地方粮票、全国粮票
- 国家粮、地方粮（统筹粮），基本口粮、农村基本口粮
- 议价粮、黑市粮
- 最低生活保障线
- 無條件基本收入